# Obligațiune de stat
O obligațiune de stat este un tip de investiție bazată pe datorii, în care împrumutați bani către un guvern în schimbul unei rate de dobândă convenite. Guvernele le folosesc pentru a strânge fonduri care pot fi cheltuite pentru noi proiecte sau infrastructură, iar investitorii le pot folosi pentru a obține o rentabilitate stabilită la intervale regulate.
Obligațiunile de stat (titlurile de stat) emise în România sunt instrumente financiare care atestă datoria publică a entității emitente (Ministerul Economiei și Finanțelor) pe termen scurt, mediu (1–5 ani) și lung (peste 5 ani).
Cum funcționează obligațiunile de stat?
Când cumpărați o obligațiune de stat, împrumutați guvernului o sumă de bani convenită pentru o perioadă de timp convenită. În schimb, guvernul vă va rambursa un nivel de dobândă stabilit la perioade regulate, cunoscut sub numele de cupon. Acest lucru face ca obligațiunile să fie un activ cu venit fix.
Odată ce obligațiunea expiră, veți reveni la investiția inițială. Ziua în care vă recuperați investiția inițială se numește data scadenței. Obligațiuni diferite vor veni cu date de scadență diferite - ați putea cumpăra o obligațiune cu scadență în mai puțin de un an sau una care să scadă în 30 de ani sau mai mult.
Tipuri de obligațiuni de stat
Terminologia legată de obligațiunile de stat poate face lucrurile să pară mult mai complicate decât sunt de fapt. Asta pentru că fiecare țară care emite obligațiuni folosește termeni diferiți pentru ei.
Categorii de titluri de stat
Titluri de stat pe termen scurt - sunt certificate de trezorerie cu discount, având o scadență de până la 1 an (6 luni, 1 an). Certificatele de trezorerie cu discount sunt titluri de stat fără cupon (dobânda) fiind achiziționate de investitori la un preț mai mic decât valoarea nominală, urmând ca la scadență să încaseze valoarea nominală.
Titluri de stat pe termen mediu sau lung se mai numesc și titluri de tip benchmark (de referință) - sunt obligațiuni de stat cu o scadentă de peste 1 an (3, 5 și 10 ani), vândute la valoarea nominală, cu discount (preț sub valoarea nominală) sau prima (preț peste valoarea nominală) și pentru care emitentul plătește anual o dobândă (cupon), conform condițiilor din prospectul de emisiune. În cazul obligațiunilor de stat de tip benchmark, seria de titluri emise și aflate în circulație poate fi completată ulterior de către emitent dacă se mențin caracteristicile inițiale de bază ale emisiunii, cum ar fi rata dobânzii, data la care se fac plățile și data scadenței.
Cine poate achiziționa titluri de stat
Investitorii în titluri de stat pot fi atât persoane fizice, cât și persoane juridice, rezidente sau nerezidente. Achiziția obligațiunilor de stat poate fi făcută pe piața primară sau pe piața secundară.
Cumpărarea și vânzarea de obligațiuni de stat
La fel ca acțiunile, obligațiunile de stat pot fi deținute ca investiție sau vândute altor comercianți de pe piața deschisă.